# Waterland
Waterland (anhörenⓘ) (westfriesisch Wetterland) ist eine Gemeinde der niederländischen Provinz Nordholland. Sie ist benannt nach der Region Waterland, die sich nördlich von Amsterdam befindet.

## Lage und Wirtschaft
Waterland liegt unmittelbar nördlich der niederländischen Hauptstadt Amsterdam. Die Autobahn von dort nach Purmerend und Den Helder verläuft durch die Gemeinde. Die nächsten Bahnhöfe sind in der westlichen Nachbargemeinde Zaanstad.
Die Gemeinde wird im Osten durch das IJsselmeer begrenzt.
Haupterwerbsquelle ist der Tourismus: Marken ist sogar ein weltweit bekanntes Touristenziel.
In Monnickendam gibt es auch etwas Industrie, darunter eine Schiffswerft. Auch die Viehwirtschaft ist bedeutend (Milchprodukte, Edamer Käse).

## Geschichte
Siehe auch die Artikel über Marken und Monnickendam.
Broek in Waterland entstand im Mittelalter als eine Siedlung im Moor (broek, nds. brook, brock, hochdeutsch Bruch). Es war im 16. Jahrhundert bereits ein Schifferdorf. Die Kirche wurde deshalb auch dem heiligen Nikolaus, Beschützer der Seeleute, geweiht. Im 17. Jahrhundert entwickelte sich der Ort zu einem der ersten Pendlerdörfer Westeuropas. Reiche Reeder und Schiffskapitäne siedelten von Amsterdam hierher um. Zwischen 1700 und etwa 1740, als eine Art Rinderpest den Viehstapel ausrottete, war auch die Viehwirtschaft von großer Bedeutung, da die Abnehmer in der Großstadt Amsterdam gute Preise bezahlten. Ausländische Besucher unter anderem aus Frankreich berichteten im 18. Jahrhundert und auch später noch von der großen Reinheit und dem großen Reichtum in Broek in Waterland. Es soll sogar einen Ausdruck in der französischen Sprache gegeben haben: Je ne suis pas de Brouck, mit der Bedeutung: Ich komme nicht aus Broek in Waterland, das heißt: Ich bin nicht so reich. Trotz des Wohlstandes wurden die Häuser immer aus Holz gebaut. Dieses leichte Material bewirkte, dass die Häuser nicht in den weichen Moorboden versanken. Der im 19. Jahrhundert begonnene Goudriaankanaal kam nicht zur Vollendung.
Zuiderwoude, das seit dem 11. Jahrhundert besteht,  kannte im 17. Jahrhundert ebenfalls durch Schifffahrt und Handel eine kurze Blütezeit.
Katwoude war bis 1991 eine selbständige Gemeinde, die kleinste der Niederlande.

## Sehenswürdigkeiten
- Siehe auch: Marken; dort nicht genannt:
  - Der Leuchtturm der Insel (1839 erbaut) ist sehenswert; er wird bewohnt und ist nicht von innen zu besichtigen.
  - Der Jachthafen
- In Monnickendam:
  - die ganze Innenstadt ist reich an alten Häusern aus dem 16. bis 19. Jahrhundert. Besucher sollten auch auf die bunten Giebelsteine über den Türen achten, die Aufschluss geben über den damaligen Bewohner oder dessen Beruf
  - Der  Speeltoren (Spielturm) mit Carillon, das Wahrzeichen der Stadt
  - Die Nikolaikirche, eine gotische Hallenkirche, um 1340 erbaut
  - Das städtische Museum neben dem Speeltoren
  - Die Waage, erbaut vermutlich um 1670, die früher, wie in Oudewater auch als Hexenwaage gedient hat
  - Das ehemalige Rathaus, erbaut im Jahre 1746
  - Die vier Jachthäfen
  - 16 Stolpersteine plus weitere vier in Watergang
- In Broek in Waterland:
  - Die Nikolaikirche, erbaut 1628
  - Der malerische Ortskern mit den vielen alten Holzhäusern; einige sind im Sommer nach Verabredung zu besichtigen
- Übriges:
  - Die wasserreiche Moorlandschaft ist ein wertvolles Naturgebiet. An vielen Stellen kann man ein Kanu mieten, oder einen Bootsausflug unter Führung buchen, um die Natur genießen zu können. Viele unter Artenschutz stehende Vögel leben hier.
  - Die Gouwzee ist eine zur Gemeinde gehörende Binnensee, wo allerhand Wassersport möglich ist.
  - In Katwoude stehen einige Bauernhöfe, wo es für Touristen möglich ist, zu beobachten, wie holländischer Käse gemacht wird.
  - Ilpendam und Watergang, beide ganz in der Nähe von Amsterdam, sind langgestreckte, malerische Dörfer entlang eines Kanals.
  - Auch Zuiderwoude, nahe Monnickendam, hat ein typisch holländisches Dorfbild.

## Politik

### Sitzverteilung im Gemeinderat
Seit der Gemeindegründung formiert sich der Rat von Waterland folgendermaßen:
| WaterlandNatuurlijk a       | –  | –  | –  | –  | –  | 2  | 2  | 3  | 5  |
| GroenLinks                  | 1  | 1  | 2  | 3  | 3  | 3  | 3  | 3  | 3  |
| CDA                         | 6  | 4  | 4  | 5  | 5  | 3  | 4  | 4  | 3  |
| VVD                         | 2  | 3  | 3  | 2  | 2  | 5  | 3  | 3  | 2  |
| D66                         | 1  | 2  | –  | –  | –  | 1  | 2  | 2  | 2  |
| PvdA                        | 4  | 2  | 3  | 2  | 3  | 2  | 1  | 2  | 2  |
| SP                          | –  | –  | –  | –  | –  | 1  | 2  | –  | –  |
| Algemeen Belang Waterland a | 3  | 5  | 2  | 2  | 2  | –  | –  | –  | –  |
| Waterland 95 a              | –  | –  | 3  | 3  | 2  | –  | –  | –  | –  |
| Gesamt                      | 17 | 17 | 17 | 17 | 17 | 17 | 17 | 17 | 17 |

Anmerkungen

### Bürgermeister
Seit dem 11. März 2021 ist Marian van der Weele (D66) amtierende Bürgermeisterin der Gemeinde. Zu ihrem Kollegium zählen die Beigeordneten Jelle Kaars, Astrid van de Weijenberg, Ton van Nieuwkerk, Bas ten Have sowie der Gemeindesekretär Nico van Ginkel.

### Politische Gliederung
Die Gemeinde wird in folgende Ortsteile aufgeteilt:
| Nr.      | Ort                | Einwohner |
| -------- | ------------------ | --------- |
| 00       | Monnickendam       | 9.900     |
| 01       | Katwoude           | 330       |
| 02       | Marken             | 1.730     |
| 03       | Broek in Waterland | 3.195     |
| 04       | Ilpendam           | 1.810     |
| 05       | Watergang          | 555       |
| Gemeinde | Gemeinde           | 17.520    |

1. ↑  Bezirksnummer
2. ↑  (Stand: 1. Januar 2024)